# Splendor (1989)
Splendor is een Italiaans-Franse dramafilm uit 1989 onder regie van Ettore Scola.

## Verhaal
Na de Tweede Wereldoorlog neemt Jordan de bioscoop van zijn vader over. De eens zo populaire zaak draait intussen met verlies en Jordan ziet zich genoodzaakt om de bioscoop te verkopen. Dan krijgt hij een ingeving.

## Rolverdeling
| Acteur                | Personage                      |
| --------------------- | ------------------------------ |
| Marcello Mastroianni  | Jordan                         |
| Massimo Troisi        | Luigi                          |
| Marina Vlady          | Chantal Duvivier               |
| Paolo Panelli         | Mijnheer Paolo                 |
| Pamela Villoresi      | Eugenia                        |
| Giacomo Piperno       | Lo Fazio                       |
| Mauro Bosco           | Vader van Jordan               |
| Ferruccio Castronuovo | Cocomero                       |
| Nicoletta Della Corte | Geërgerde jonge toeschouwer    |
| Giada Desideri        | Vriendelijke jonge toeschouwer |
| Vernon Dobtcheff      | Don Arno                       |
| Giovanni Febraro      | Administrator van Lo Fazio     |
| Filippo Greco         | Jordan (11 jaar)               |
| Ilaria Liotta         |                                |
| Benigna Luchetti      | Giovanna                       |

## Prijzen en nominaties
| Jaar | Prijs                   | Categorie                  | Genomineerde(n)    | Uitslag     |
| ---- | ----------------------- | -------------------------- | ------------------ | ----------- |
| 1989 | Filmfestival van Cannes | Gouden Palm                | Ettore Scola       | Genomineerd |
| 1989 | David di Donatello      | Beste vrouwelijke hoofdrol | Marina Vlady       | Genomineerd |
| 1989 | David di Donatello      | Beste vrouwelijke bijrol   | Pamela Villoresi   | Genomineerd |
| 1989 | David di Donatello      | Beste mannelijke bijrol    | Paolo Panelli      | Genomineerd |
| 1989 | David di Donatello      | Beste camerawerk           | Luciano Tovoli     | Genomineerd |
| 1989 | David di Donatello      | Beste muziek               | Armando Trovajoli  | Genomineerd |
| 1989 | David di Donatello      | Beste kostuumontwerp       | Gabriella Pescucci | Genomineerd |
| 1989 | Nastro d'Argento        | Beste camerawerk           | Luciano Tovoli     | Gewonnen    |